# Байков Олександр Олександрович
Олександр Олександрович Байков (нар. 25 липня (6 серпня) 1870, Фатеж Курська область РФ — 6 квітня 1946, Москва) — металург і хімік, засновник ленінградської наукової школи металознавців. Академік (1932) і віце-президент АН СРСР (1942—1945). Лауреат Державної премії СРСР. Герой Соціалістичної Праці (1945). Депутат Верховної Ради СРСР 1—2-го скликань.

## Біографія
Після закінчення у 1893 році Санкт-Петербурзького університету, працював на кафедрі фізичної хімії цього ж університету. З 1895 по 1902 рік викладав у Санкт-Петербурзькому інституті шляхів сполучення. У 1902 році перейшов у Санкт-Петербурзький політехнічний інститут.
У 1918 році переїхав до Сімферополя, у цьому ж році створив і очолював до 1923 року кафедру хімії Таврійського університету. У 1921—1923 роках був ректором цього ж університету.
З 1923 працює професором кафедри неорганічно хімії Ленінградського університету. Також працював у Інституті металургії АН СРСР.

## Наукова діяльність
Наукові праці присвячені питанням фізикохімії металургійних процесів і прикладної неорганічної хімії. Досліджував процеси твердіння в'яжучих матеріалів і корозії, вогнетривів. Розробив теорію затвердіння цементів.
Створив низку нових курсів з різноманітних розділів металургії, металографії, хімії та технології вогнетривів.

## Відзнаки
Лауреат Державної премії СРСР (1943). Герой Соціалістичної Праці (1945).
У 1948 році його ім'я присвоєно Інституту металургії АН СРСР.